# Bologna Football Club 1945-1946
Questa voce raccoglie le informazioni riguardanti il Bologna Football Club nelle competizioni ufficiali della stagione 1945-1946.

## Stagione
A guerra terminata il Bologna fu incluso nel campionato di Divisione Nazionale 1945-1946 Alta Italia. Il club chiuse al 6º posto con 26 punti in classifica. La squadra in questa stagione vinse anche l'unica edizione della Coppa Alta Italia.

## Rosa
| N. |                   | Ruolo | Calciatore        |
| -- | ----------------- | ----- | ----------------- |
|    | Italia (bandiera) | P     | Pietro Ferrari    |
|    | Italia (bandiera) | P     | Glauco Vanz       |
|    | Italia (bandiera) | D     | Aurelio Marchese  |
|    | Italia (bandiera) | D     | Arduino Natalini  |
|    | Italia (bandiera) | D     | Mario Pagotto     |
|    | Italia (bandiera) | D     | Renato Pastori    |
|    | Italia (bandiera) | D     | Secondo Ricci     |
|    | Italia (bandiera) | C     | Dino Ballacci     |
|    | Italia (bandiera) | C     | Vittorio Malagoli |
|    | Italia (bandiera) | C     | Franco Marchi     |
|    | Italia (bandiera) | C     | Sauro Taiti       |
|    | Italia (bandiera) | C     | Paolo Todeschini  |

| N. |                   | Ruolo | Calciatore                 |
| -- | ----------------- | ----- | -------------------------- |
|    | Italia (bandiera) | A     | Bruno Arcari               |
|    | Italia (bandiera) | A     | Giuseppe Baiocchi          |
|    | Italia (bandiera) | A     | Corrado Bernicchi          |
|    | Italia (bandiera) | A     | Amedeo Biavati             |
|    | Italia (bandiera) | A     | Sergio Bisotti             |
|    | Italia (bandiera) | A     | Gino Cappello              |
|    | Italia (bandiera) | A     | Carlo Matteucci            |
|    | Italia (bandiera) | A     | Silvio Naldi               |
|    | Italia (bandiera) | A     | Carlo Reguzzoni (capitano) |
|    | Italia (bandiera) | A     | Giuseppe Totti             |
|    | Italia (bandiera) | A     | Ferruccio Valcareggi       |

## Risultati

### Divisione Nazionale - Alta Italia

#### Girone di andata
| Arbitro: | Bonivento (Venezia) |

|                          |           |                           |
| Arcari 20’ Bernicchi 71’ | Marcatori | 33’ Brighenti 41’ Calveri |

| Arbitro: | Dellarole (Roma) |

|  |           |               |
|  | Marcatori | 30’ Reguzzoni |

| Arbitro: | Poggipollini (Ferrara) |

|                    |           |  |
| Battaia 16’ (aut.) | Marcatori |  |

| Arbitro: | Carpani (Milano) |

|                                  |           |  |
| Quaresima 22’ Marchetti 47’, 68’ | Marcatori |  |

| Arbitro: | Bertolio (Torino) |

|                                        |           |                        |
| Todeschini 8’ Naldi 12’ Valcareggi 41’ | Marcatori | 42’ Parvis 57’ Fiorini |

| Arbitro: | Limido (Milano) |

|                |           |                   |
| Salvi 34’, 79’ | Marcatori | 58’ (aut.) Albini |

| Arbitro: | Scotto (Savona) |

|              |           |  |
| Barsanti 14’ | Marcatori |  |

| Arbitro: | Boffardi (Genova) |

|                                     |           |  |
| Valcareggi 64’ Naldi 77’ Arcari 83’ | Marcatori |  |

| Arbitro: | Tassini (Verona) |

|              |           |  |
| Rancilio 21’ | Marcatori |  |

| Arbitro: | Bellè (Venezia) |

|                        |           |  |
| Gabetto 44’ Ossola 78’ | Marcatori |  |

| Arbitro: | Bonivento (Venezia) |

|                   |           |                         |
| Puricelli 2’, 24’ | Marcatori | 40’ Arcari 60’ Cappello |

| Arbitro: | Limido (Milano) |

|           |           |  |
| Magni 33’ | Marcatori |  |

| Arbitro: | Matucci (Seregno) |

|                                   |           |  |
| Arcari 59’ Cappello 73’, 80’, 89’ | Marcatori |  |

#### Girone di ritorno
| Arbitro: | Silvano (Torino) |

|                           |           |  |
| Brighenti 29’, 50’ (rig.) | Marcatori |  |

| Arbitro: | Venutti (Trieste) |

|                        |           |  |
| Arcari 57’ Biavati 86’ | Marcatori |  |

| Genova 3 febbraio 1946 16ª giornata | Andrea Doria     | 0 – 0 | Bologna | Stadio Luigi Ferraris\| Arbitro: \| Codeluppi (Lodi) \| |
| Arbitro:                            | Codeluppi (Lodi) |       |         |                                                         |

| Arbitro: | Savio (Torino) |

|                            |           |               |
| Valcareggi 46’ Biavati 56’ | Marcatori | 40’ Marchetti |

| Arbitro: | Massironi (Milano) |

|  |           |                                  |
|  | Marcatori | 34’ (rig.) Arcari 74’ Valcareggi |

| Bologna 24 febbraio 1946 19ª giornata | Bologna                | 0 – 0 | Brescia | Stadio Comunale\| Arbitro: \| Poggipollini (Ferrara) \| |
| Arbitro:                              | Poggipollini (Ferrara) |       |         |                                                         |

| Arbitro: | Silvano (Torino) |

|                   |           |                                            |
| Arcari 30’ (rig.) | Marcatori | 21’ Fabbri 57’ Penzo 73’ (aut.) Todeschini |

| Arbitro: | Bertolio (Torino) |

|             |           |                          |
| Alberti 29’ | Marcatori | 46’ Arcari 61’ Reguzzoni |

| Arbitro: | Buratti (Milano) |

|           |           |  |
| Totti 25’ | Marcatori |  |

| Arbitro: | Agnolin (Bassano del Grappa) |

|                                     |           |  |
| Mazzola 5’, 18’ Loik 10’ Ossola 25’ | Marcatori |  |

| Arbitro: | Silvano (Torino) |

|                |           |                          |
| Todeschini 81’ | Marcatori | 25’ Rosellini 62’ Gimona |

| Arbitro: | Bellè (Venezia) |

|                         |           |          |
| Cappello 14’ Arcari 49’ | Marcatori | 32’ Rava |

| Arbitro: | Maglio (Torino) |

|                              |           |  |
| Sotgiu 24’, 32’ Trevisan 85’ | Marcatori |  |

### Coppa Alta Italia

#### Fase a gironi

##### Girone di andata
| Arbitro: | Poggipollini (Ferrara) |

|                           |           |               |
| Arcari 32’ Valcareggi 87’ | Marcatori | 41’ Di Tullio |

| Arbitro: | Pizzato (Venezia) |

|                              |           |                                                  |
| Zennaro 48’ Zorzi 67’ (rig.) | Marcatori | 16’ Cappello 25’ Valcareggi 86’ Arcari 89’ Taiti |

| 12 maggio 1946 3ª giornata – Girone H |  | – Riposo |  |  |

| Arbitro: | Zelocchi (Modena) |

|             |           |                                                  |
| Comotti 55’ | Marcatori | 24’ Arcari 27’ Valcareggi 35’, 61’, 85’ Cappello |

| Arbitro: | Trentin (Torino) |

|  |           |                         |
|  | Marcatori | 11’ Cappello 35’ Arcari |

##### Girone di ritorno
| Arbitro: | Carpani (Milano) |

|                  |           |                                              |
| Puppo 85’ (rig.) | Marcatori | 21’, 57’, 72’ Cappello 35’ Biavati 43’ Taiti |

| Bologna 9 giugno 1946 7ª giornata – Girone H | Bologna | – (N.D.) | SPAL | Stadio Comunale |

| 20 giugno 1946 8ª giornata – Girone H |  | – Riposo |  |  |

| Arbitro: | Gambarotta (Genova) |

|                                             |           |  |
| Cappello 2’, 85’ Biavati 7’, 60’ Arcari 68’ | Marcatori |  |

| Arbitro: | Monti (Genova) |

|                                           |           |                      |
| Bernicchi 45’ Cappello 67’, 76’ Taiti 78’ | Marcatori | 90’ (rig.) Cadregari |

#### Fase finale
| Arbitro: | Maglio (Torino) |

|                                            |           |  |
| Valcareggi 4’ Cappello 53’, 58’ Arcari 78’ | Marcatori |  |

| Arbitro: | Scotto (Savona) |

|           |           |                   |
| Suppi 27’ | Marcatori | 36’, 66’ Cappello |

| Arbitro: | Bonivento (Venezia) |

|                         |           |                |
| Cappello 55’ Arcari 78’ | Marcatori | 47’ Malinverni |

| Arbitro: | Bertolio (Torino) |

|               |           |              |
| Brighenti 48’ | Marcatori | 69’ Cappello |

| Arbitro: | Bellè (Venezia) |

|                  |           |                        |
| Baira 21’ (rig.) | Marcatori | 46’ Cappello 60’ Taiti |

| Arbitro: | Agnolin (Bassano del Grappa) |

|                                    |           |            |
| Cappello 2’, 58’, 81’ Malagoli 64’ | Marcatori | 73’ Pombia |

## Statistiche

### Statistiche di squadra
| Competizione        | Punti | In casa | In casa | In casa | In casa | In casa | In casa | In trasferta | In trasferta | In trasferta | In trasferta | In trasferta | In trasferta | Totale | Totale | Totale | Totale | Totale | Totale |
| Competizione        | Punti | G       | V       | N       | P       | Gf      | Gs      | G            | V            | N            | P            | Gf           | Gs           | G      | V      | N      | P      | Gf     | Gs     |
| ------------------- | ----- | ------- | ------- | ------- | ------- | ------- | ------- | ------------ | ------------ | ------------ | ------------ | ------------ | ------------ | ------ | ------ | ------ | ------ | ------ | ------ |
| Divisione Nazionale | 26    | 13      | 9       | 2       | 2       | 24      | 11      | 13           | 2            | 2            | 9            | 6            | 22           | 26     | 11     | 4      | 11     | 30     | 33     |
| Coppa Alta Italia   | 14    | 6       | 6       | 0       | 0       | 21      | 4       | 7            | 5            | 2            | 0            | 20           | 8            | 13     | 11     | 2      | 0      | 41     | 12     |
| Totale              | -     | 19      | 15      | 2       | 2       | 45      | 15      | 20           | 7            | 4            | 9            | 26           | 30           | 39     | 22     | 6      | 11     | 71     | 45     |